# Germana Di Natale
Germana Di Natale (Roma, 2 aprile 1974) è un'ex tennista italiana.

## Biografia
Ha impugnato la prima racchetta a 10 anni.
Come professionista si è issata fino alla 149ª posizione in singolo nel 2000, anno in cui è arrivata ai quarti al Madrid Open superando al secondo turno la testa di serie numero 1 Mary Pierce. Ha vinto un titolo ITF in singolare e quattro in doppio.
Nel 1997 ha vinto la medaglia di bronzo alla XIX Universiade.

## Vittorie contro giocatrici top 10
| Stagione | 2000 | Totale |
| -------- | ---- | ------ |
| Vittorie | 1    | 1      |

| #    | Giocatrice  | Ranking | Evento                                 | Superficie  | Turno | Punteggio | Rank. NPR |
| ---- | ----------- | ------- | -------------------------------------- | ----------- | ----- | --------- | --------- |
| 2000 |             |         |                                        |             |       |           |           |
| 1.   | Mary Pierce | 6       | Open de España Villa de Madrid, Madrid | Terra rossa | 2T    | 6-4, 6-4  | 258       |